# Purdiaea shaferi
Purdiaea shaferi är en tvåhjärtbladig växtart som beskrevs av Nathaniel Lord Britton och P. Wilson. Purdiaea shaferi ingår i släktet Purdiaea och familjen Clethraceae. Inga underarter finns listade i Catalogue of Life.